# Oulangia cyathiformis
Oulangia cyathiformis är en korallart som beskrevs av Auguste Jean Baptiste Chevalier 1971. Oulangia cyathiformis ingår i släktet Oulangia och familjen Rhizangiidae. Inga underarter finns listade i Catalogue of Life.